# Jenzat
Jenzat är en kommun i departementet Allier i regionen Auvergne-Rhône-Alpes i de centrala delarna av Frankrike. Kommunen ligger  i kantonen Gannat som ligger i arrondissementet Vichy. År 2022 hade Jenzat 521 invånare.

## Befolkningsutveckling
Antalet invånare i kommunen Jenzat
Referens: INSEE